# Sepsis igniventris
Sepsis igniventris är en tvåvingeart som beskrevs av Thomson 1869. Sepsis igniventris ingår i släktet Sepsis och familjen svängflugor. Inga underarter finns listade i Catalogue of Life.